# Щуткі
Щуткі (пол. Szczutki) — село в Польщі, у гміні Сіценко Бидґозького повіту Куявсько-Поморського воєводства.
Населення — 165 осіб (2011).
У 1975-1998 роках село належало до Бидгощського воєводства.

## Демографія
Демографічна структура станом на 31 березня 2011 року:
|          | Загалом | Допрацездатний вік | Працездатний вік | Постпрацездатний вік |
| -------- | ------- | ------------------ | ---------------- | -------------------- |
| Чоловіки | 83      | 15                 | 60               | 8                    |
| Жінки    | 82      | 22                 | 48               | 12                   |
| Разом    | 165     | 37                 | 108              | 20                   |